# 體味
體味（英語：Body odor），即人體發出的氣味，令人不悅的體味有時會稱為體臭。
體味可能是流汗等分泌物產生的氣味，或是其他分泌物分解後產生的氣味。例如腋臭就是腋下部份的大汗腺分泌物分解後產生的異味，男性老人身上有時會有一種由2-壬烯醛造成的老人臭，但都可以依靠药物和健康生活方式抑制。

## 體臭有關的疾病
- 腋臭

## 體臭有關的精神疾病
- 自臭症